# 斯特兰·尼尔松
斯特兰·尼尔松（瑞典語：Stellan Nilsson，1922年5月22日—2003年5月27日），瑞典男子足球运动员，场上位置是中场。他曾代表瑞典国家队参加1948年夏季奥林匹克运动会足球比赛，获得一枚金牌。